# Universitätsklinikum

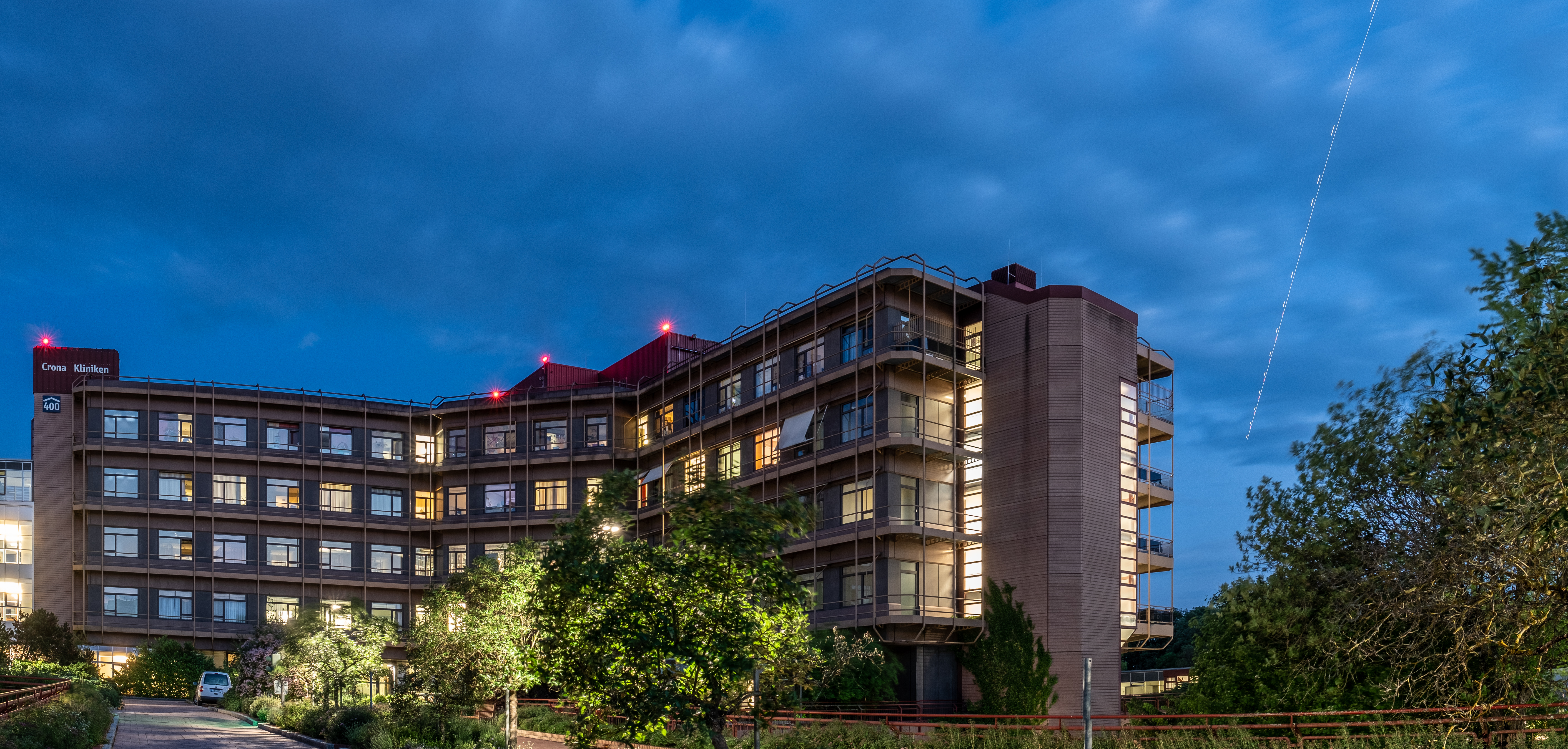
Uniklinik Tübingen

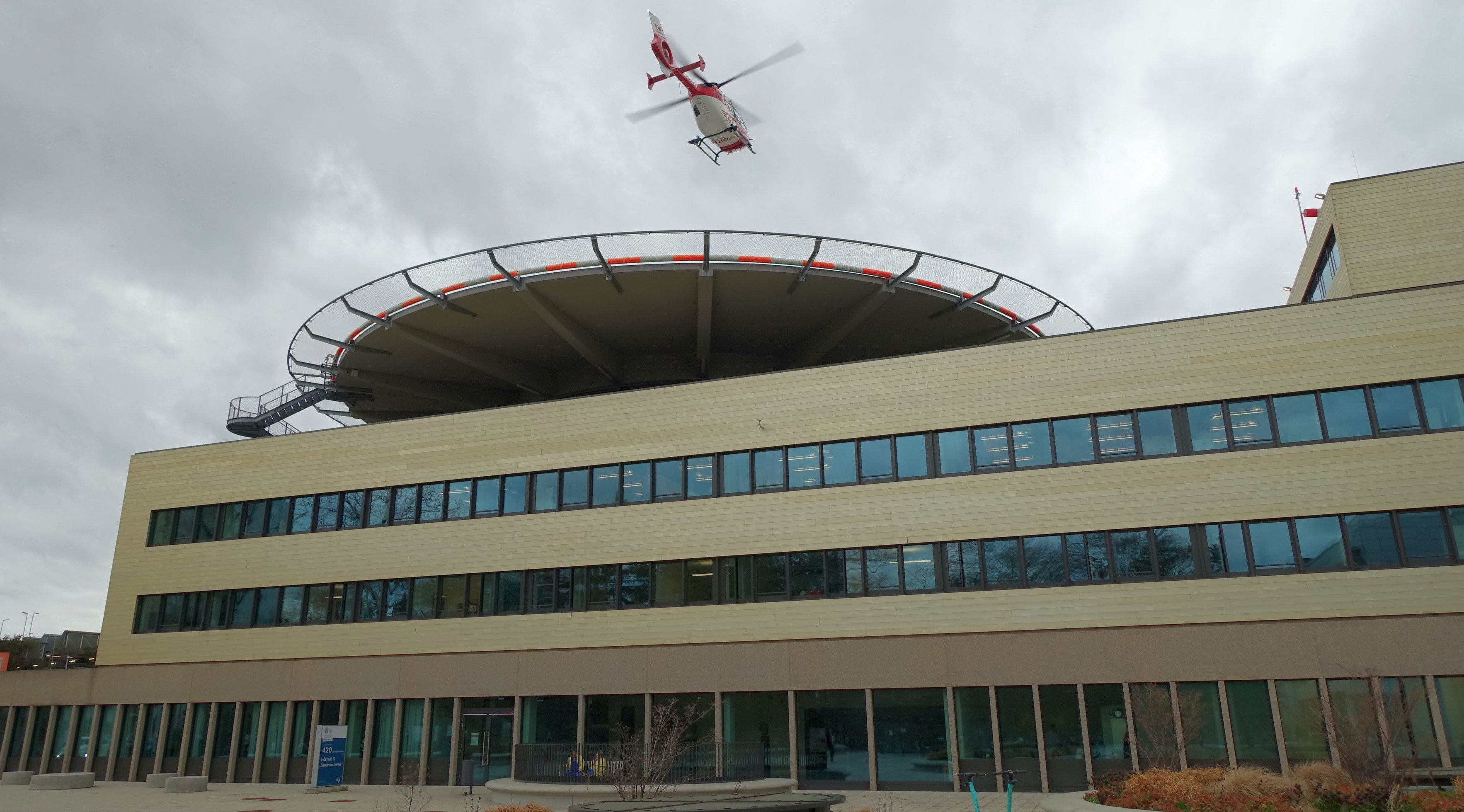
Heidelberg, Chirurgie (2023)

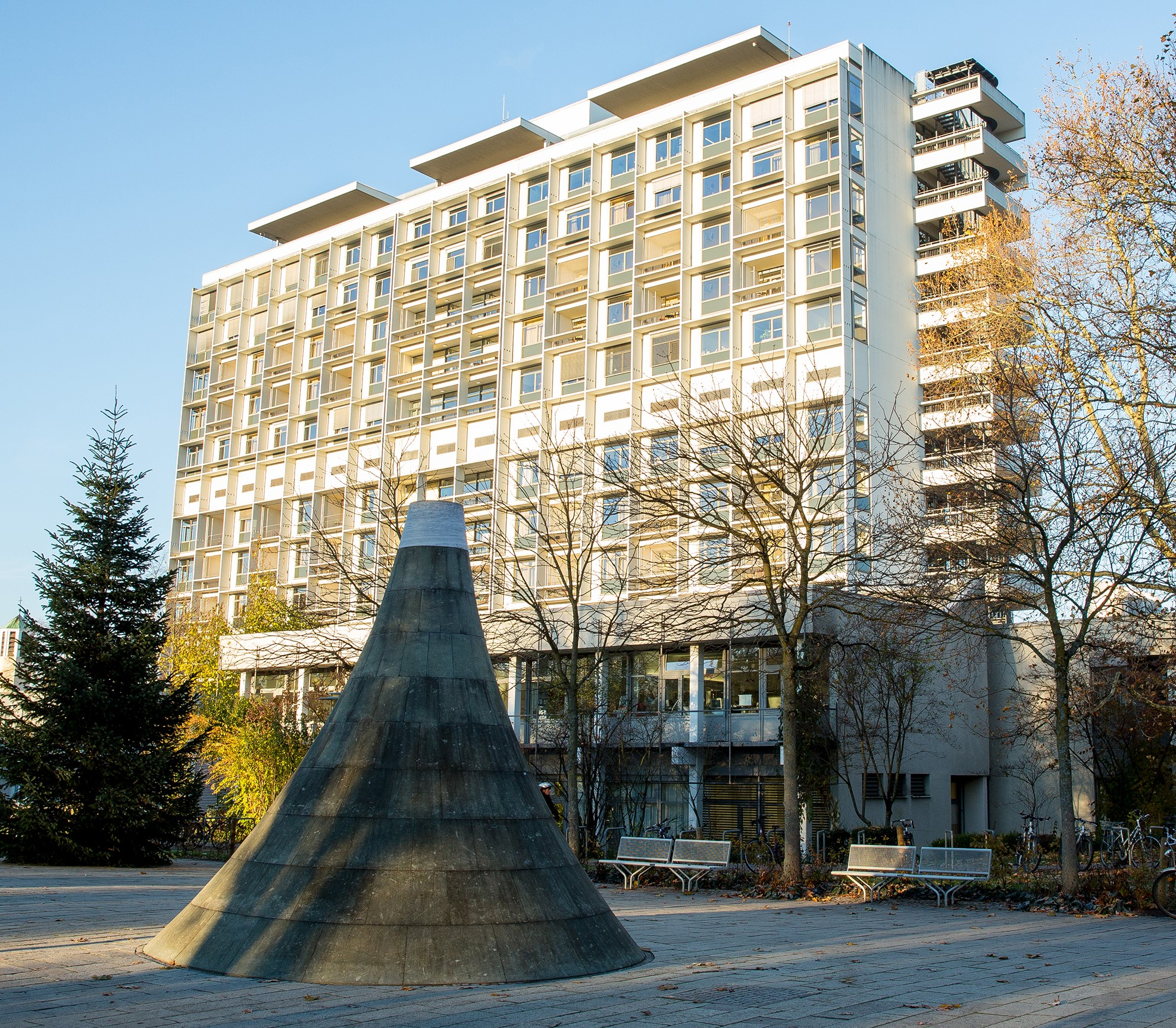
Freiburg, HNO-Augen-Klinik (2021)

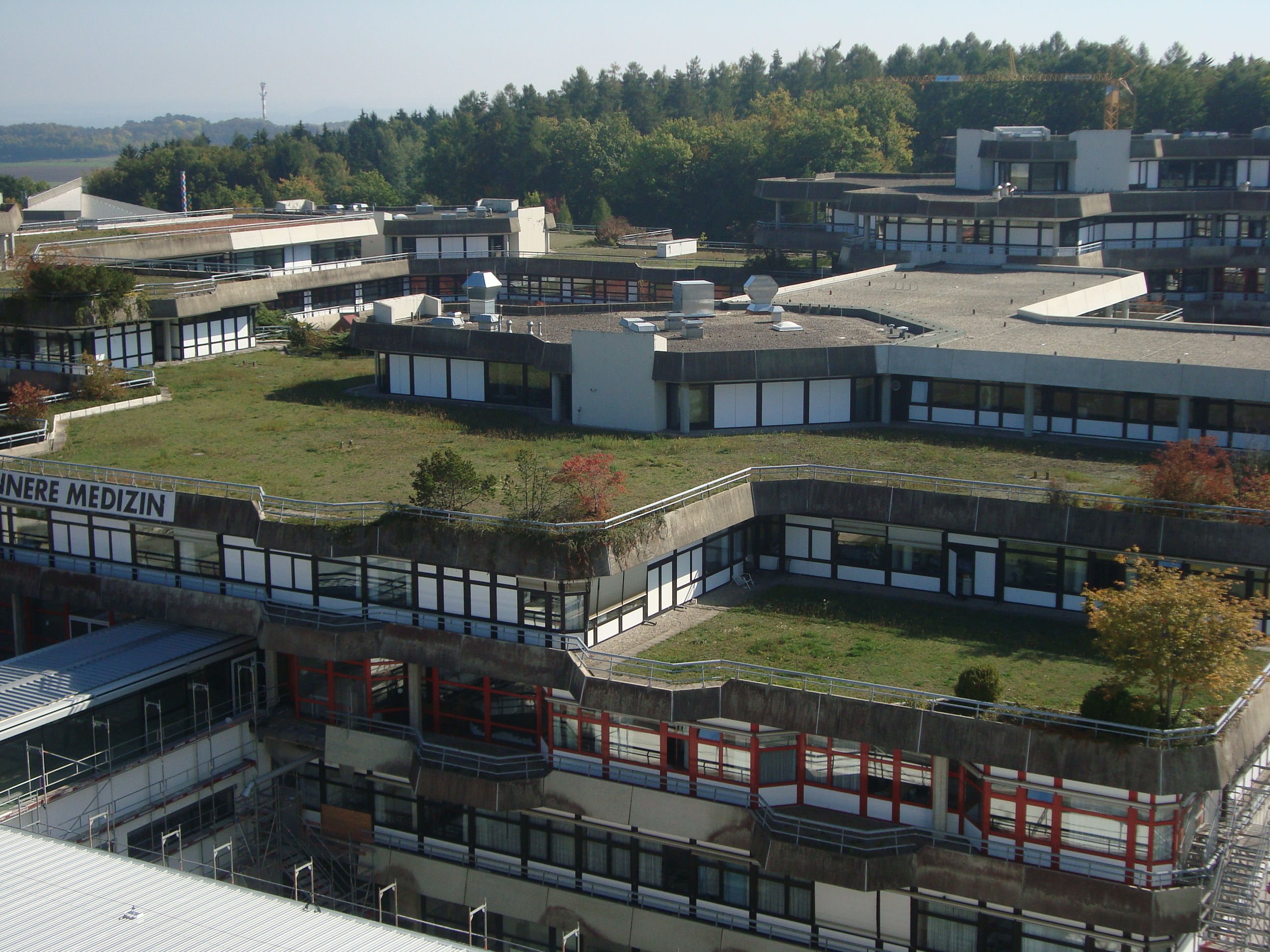
Ulm, Innere Med. Kreuz N22 (2011)

Ein Universitätsklinikum (kurz: Uniklinik) oder Universitätskrankenhaus, in der Schweiz Universitätsspital, ist im Allgemeinen ein Krankenhaus, das an die medizinische Fakultät einer Universität angegliedert ist. Neben der medizinischen Behandlung dient es daher auch der Forschung und Lehre im Bereich der Medizin.

## Universitätskliniken nach Ländern

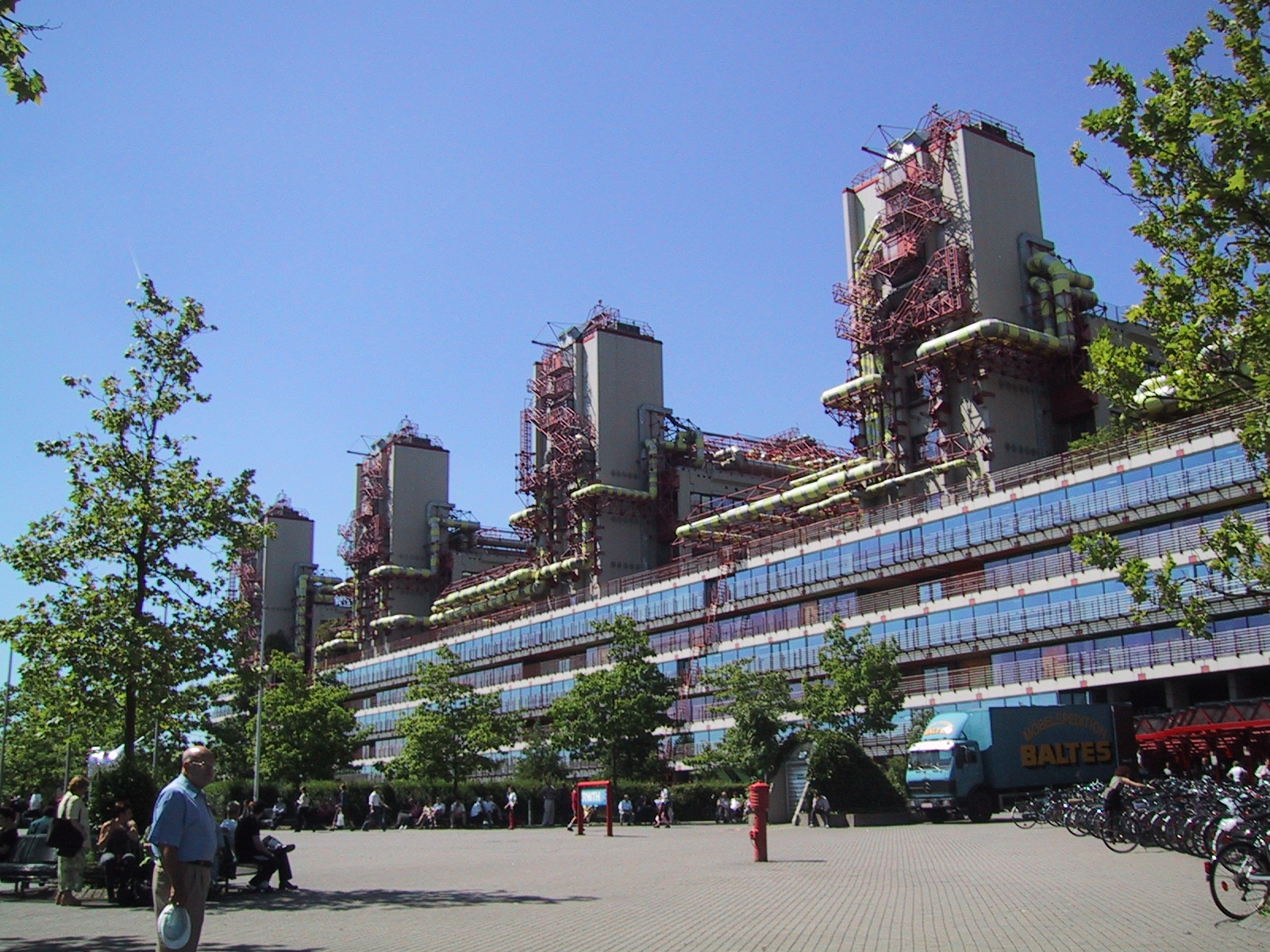
Uniklinik Aachen

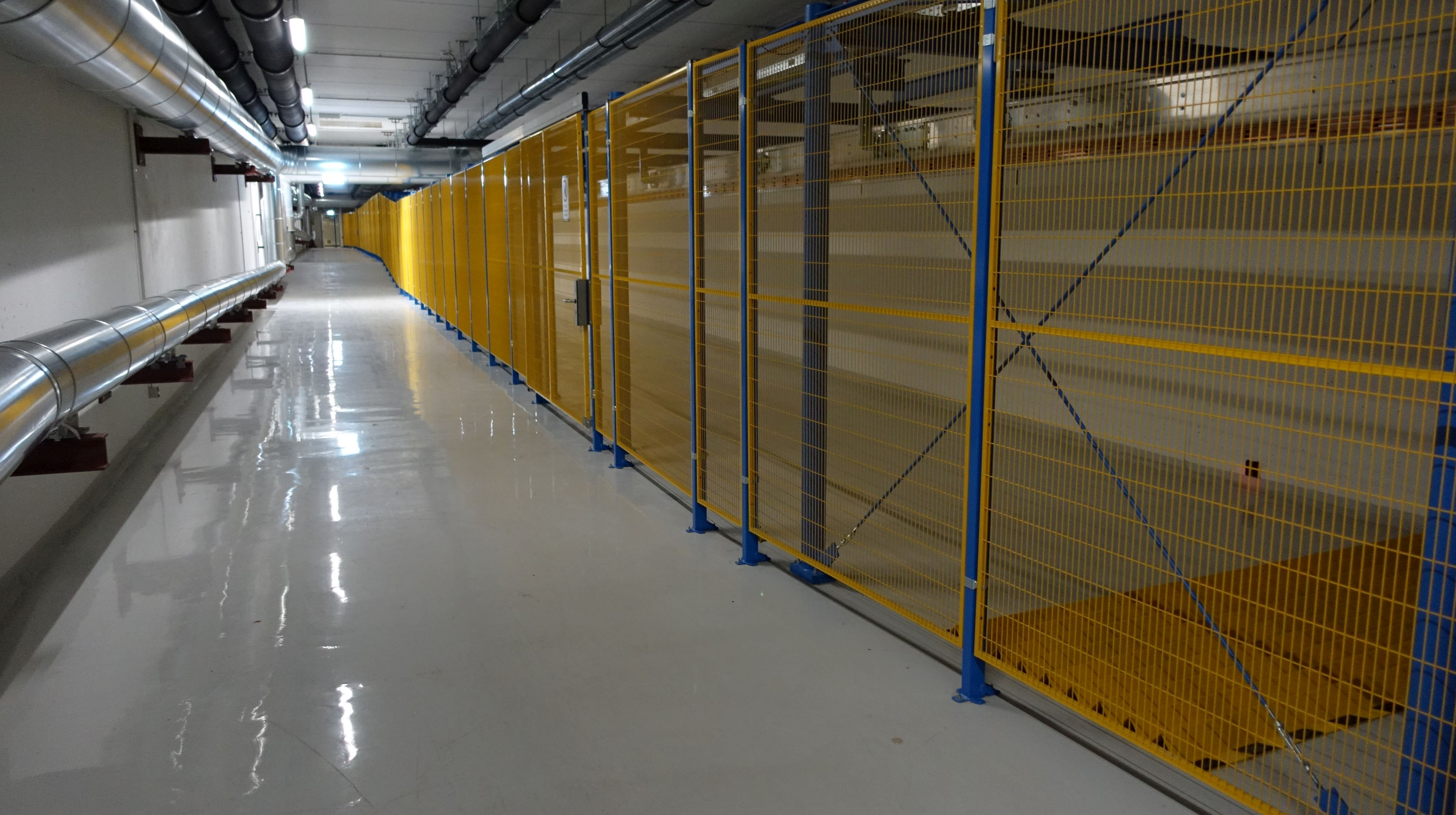
Versorgungsgänge mit AWT-Anlage (2024)

### Deutschland

#### Allgemeines
1717 wurde durch J. Juncker in Halle an der Saale das Krankenhaus der Franckeschen Stiftungen für den klinischen Unterricht (Collegium clinicum Halense) genutzt. Die Charité in Berlin wurde 1710 gegründet, jedoch erst 1727 zum „Lazareth und Hospital“ für das 1724 gegründete, staatliche „Collegium medico-chirurgicum“. Die älteste Medizinische Fakultät besteht seit 1386 in Heidelberg.
In der Bundesrepublik Deutschland befinden sich Universitätskliniken in der Regel in der Trägerschaft des betreffenden Bundeslandes mit Anbindung der entsprechenden Universität über einen spezifischen Kooperationsvertrag. Das Universitätsklinikum ist dabei heute meist in Form einer juristischen Person, in deren Aufsichtsrat sich Universitäts- und Landesvertreter sowie Vertreter aus Wirtschaft und Wissenschaft befinden. Eine Sonderstellung nehmen die nichtlandeseigenen Universitätskliniken an der Ruhr-Universität Bochum sowie analog das Universitätsklinikum OWL, das in städtischer Hand befindliche Universitätsklinikum Mannheim, das 2006 privatisierte Universitätsklinikum Gießen und Marburg, sowie das Helios Universitätsklinikum Wuppertal, welches der ebenfalls nicht-staatlichen Universität Witten/Herdecke angehört, ein.
Die drei jüngsten der Anfang des Jahres 2025 insgesamt nun 37 deutschen Universitätsklinika sind das Universitätsklinikum Augsburg, das zu Beginn des Januar 2019 in die Trägerschaft des Freistaates Bayern übertragen wurde, sowie das nordrhein-westfälische Universitätsklinikum OWL (UK OWL) mit Start des dortigen Lehrbetriebs im Jahr 2021 und die zum 1. Juli 2024 in Brandenburg gegründete Medizinische Universität Lausitz (MUL-CT). Alle drei Neugründungen haben u. a. den Hintergrund der drei Bundesländer, die ärztliche Versorgung in den dortigen Gebieten weiter zu erhöhen sowie damit zusätzliche Ausbildungsstätten für Ärzte in Deutschland schaffen zu wollen und so einem Ärztemangel entgegenzuwirken. Zudem verfolgen auch im Jahr 2025 die Stadt und das Klinikum Oldenburg weiterhin das Ziel, in nächster Zukunft vom Bundesland Niedersachsen als Universitätsklinikum anerkannt und als solches auch von dort gefördert zu werden.

#### Die Finanzierung deutscher Universitätsklinika
Die Finanzierung der deutschen Universitätsklinika lässt sich mit Stand 2024 in folgende 5 Säulen einteilen:
- Finanzierung im Rahmen der Krankenhausbehandlungen, für Details vgl. „aktuelle Krankenhausfinanzierung“
- Finanzierung für den Hochschulbereich „F&L“ (Forschung und Lehre), d. h. des medizinischen Dekanats/Fachbereichs der jeweiligen Hochschule, durch das jeweilige Bundesland: Im Falle der deutschen Universitätsklinika ist bis auf einige Ausnahmen das jeweilige Bundesland auch selbst der Krankenhausträger, in der Regel als Anstalt des öffentlichen Rechts (AöR). Dementsprechend erhalten diese Krankenhäuser zweckgebundene Mittel seitens der Bundesländer, die die Betriebskosten der Forschung und Lehre (F&L) gegenfinanzieren. Für die nordrhein-westfälischen Uniklinika als Beispiel gibt es für diese Konstellation insbesondere die NRW-spezifische „Rechtsverordnung für die Universitätskliniken Aachen, Bonn, Düsseldorf, Essen, Köln und Münster (Universitätsklinikum-Verordnung – UKVO)“[3] mit „§ 9 Finanzierung, Gewährträgerschaft“, in Bayern das Bayerisches Universitätsklinikagesetz[4].
- Finanzierung aus Drittmitteln, d. h. Mittel für die Forschung von externen Mittelgebern wie z. B. der DFG.
- Finanzierung auf Basis wirtschaftlicher Tätigkeit: Hierzu zählen u. a. die Einnahmen aus Bewirtschaftung des Parkraums auf dem Gelände der Uniklinik, Einnahmen aus Vermietung von klinikumseigenen Personalwohnungen, Einnahmen aus Vermietung von klinikumseigenen Büros und Räumen für dort eingemietete Einzelhandelsgeschäfte, Krankenkassenzweigstellen, Besuchercafeterien u. ä. und Einnahmen aus eigenen Betriebskindergärten. Hierzu zählen auch Erlöse eines Universitätsklinikums aus eigenen Beteiligungen an anderen Unternehmen bzw. Gesellschaften, wie beispielsweise einer Translations-Gesellschaft oder an Medizinischen Versorgungszentren (MVZs).
- Sonstiges: Z.B. kann ein gewisser Umfang an finanzieller Unterstützung auch durch Spenden direkt an eine Universitätsklinik oder an gemeinnützige Förderverbände oder gemeinnützige Gesellschaften, die eng an die jeweilige Universitätsklinik angebunden sind, erzielt werden. Ein ähnlicher Weg ist die Einrichtung von gemeinnützigen Stiftungen für Universitätsmedizin, wie sie u. a. für das UK Aachen, das UK Essen, das UK Mainz[5] sowie das UK Münster[6] bestehen. Des Weiteren kann ein gewisser Umfang an finanzieller Unterstützung z. B. auch durch Sponsoring erzielt werden, welches dann allerdings deutlich als dementsprechendes zu kennzeichnen ist, um auch jeglichen Anschein von Vorteilsnahme auszuschließen. Den Universitätsklinika in Deutschland stehen für Investitionen auf Antrag hin je nach entsprechendem Bescheid auch Investitionsmittel aus der DFG-Förderung zur Verfügung. Zudem bestand bis 2007 für Universitätsklinika auch die Möglichkeit, Investitionsmittel aus dem früheren Hochschulbauförderungsgesetz zu erhalten. Mit Auslaufen dieses Gesetzes ist diese „alte“ Gemeinschaftsaufgabe des Bundes in Art. 143c und in Art. 91b Absatz 1 und 3 des Grundgesetzes (GG) neu geregelt.

In der Regel geben die jährlichen, allgemein verfügbaren und oft auch über das Internet zugänglichen Geschäftsberichte der Universitätsklinika näheren Aufschluss auf die Höhe der jeweiligen verschiedenen Erlösherkünfte des Unternehmens.

#### Verbände deutscher Universitätsklinika
Die deutschen Universitätsklinika sind gesetzlich verankert Pflichtmitglieder in den jeweiligen Landeskrankenhausgesellschaften und damit auch in deren Dachorganisation der DKG.
Darüber hinaus mit Stand April 2025 hat sich bereits seit vielen Jahren eine große Mehrheit der deutschen Universitätskliniken auf freiwilliger Basis im Verband der Universitätsklinika Deutschlands (VUD) zusammengeschlossen und für die Leitungen der Bereiche der Pflege innerhalb der universitären Medizin existiert der "Verband der Pflegedirektorinnen und Pflegedirektoren der Universitätskliniken und Medizinischen Hochschulen Deutschlands" (VPU). Die medizinischen Dekanate sind zusammengeschlossen im Verband des "Medizinischen Fakultätentags".
Des Weiteren sind daneben auch u. a. folgende Kooperationen vorhanden:
- Die deutschen Universitätskliniken haben sich in der im Jahr 2017[9] gegründeten "Medizininformatik-Initiative" (MII) zusammengeschlossen[10], u. a. um Forschungs- und Versorgungsdaten standortübergreifend untereinander sowie mit weiteren Partnern zu verknüpfen. Über das Deutsche Forschungsdatenportal für Gesundheit (FDPG)[11] stehen seit 2023 Daten der MII auch Forschenden außerhalb der Medizininformatik-Initiative zur Verfügung.[12]
- Im April 2020 entstand ad hoc In der COVID-19-Pandemiesituation das zunächst für fünf Jahre geförderte "Netzwerk Universitätsmedizin" (NUM)[13] als vom BMBF gefördertes Kooperationsprojekt der deutschen Universitätskliniken, um die klinische COVID-19-Forschung der Universitätsmedizin zu koordinieren.[14] Im April 2025 belief sich die Förderung auf bislang 390 Millionen Euro und das NUM wird weitere fünf Jahre vom BMBF gefördert.[15]
- Verschiedene Universitätskliniken kooperieren zudem über die Technologie- und Methodenplattform für die vernetzte medizinische Forschung e. V. (TMF) miteinander. Nach eigenen Angaben[16] setzt sich dieser Verein für Forschung, Vernetzung und Digitalisierung in der Medizin ein. Er sieht sich demnach als Dachorganisation der medizinischen Verbundforschung in Deutschland, im Rahmen derer Spitzenforscherforscher Wissen austauschen, gemeinsam Ideen und Konzepte entwickeln und so die Zukunft der medizinischen Forschung im digitalen Zeitalter gestalten. Ende des Jahres 2024 stellte S.C. Semler als damaliger Geschäftsführer der TMF und gleichzeitiger Leiter der MII-Koordinationsstelle öffentlich fest, dass eine Integration und Verzahnung der Technologie- und Methodenplattform für die vernetzte medizinische Forschung mit dem NUM laufe, man sei „mitten dabei“.[17]

Daneben gibt es auch noch freiwillige Zusammenschlüsse innerhalb eines Bundeslandes wie der „Arbeitgeberverband der Universitätskliniken Nordrhein-Westfalen e. V.“ (AdUK NRW) in NRW und in BW die „Universitätsmedizin in Baden-Württemberg“. Ein Teil der Uniklinika auch von außerhalb NRW sind dem KHZV Rheinland e. V. angeschlossen und dafür in der „Arbeitsgemeinschaft der Universitätskliniken des Landes NRW“.

#### Krankenversorgung
Der Bereich der Krankenversorgung (KV) ist bei den deutschen Universitätsklinika häufig sehr ausgeprägt und umfangreich. Meistens ist einem Universitätsklinikum dabei von Seiten der Krankenhausplanung eines jeden Bundeslandes die dort jeweils höchste Versorgungsstufe zugewiesen. Somit werden Universitätsklinika oft als "Krankenhäuser der Maximalversorgung" bezeichnet. Der Ende des Jahres 2024 durch das KHVVG dem Krankenhausfinanzierungsgesetz (KHG) neu hinzugefügte § 38 KHG veranschaulicht zudem, dass der deutsche Gesetzgeber anerkennt und nun zukünftig ab dem Jahr 2027 auch explizit fördern und auf Kosten der Krankenhaus-Kostenträger und somit vor allem auf Kosten von GKV und PKV finanziell unterstützen möchte, dass die Universitätskliniken u. a. übergeordnete bzw. übergreifende Koordinierungs- und Vernetzungs-Aufgaben in der stationären und ambulanten Krankenhausversorgung wahrnehmen.

##### Struktur
Universitätsklinika sind deutlich über zahlreiche z. T. sehr spezialisierte Krankenhaus-Fachabteilungen untergliedert. Einer solchen Fachabteilung sind dann i. d. R. verschiedene Ambulanzen, Intensivbetten, Normalbettens-Stationen, Tageskliniken u. ä. als Untereinheiten zugeordnet. Andererseits nutzen mehrere Fachabteilungen zum Teil aber auch gemeinsame Intensivstationen und zentrale OPs inklusive Hybrid-OPs sowie im jeweiligen Klinikum vorhandene Operationsroboter u. ä. fachabteilungsübergreifend. Zudem sind teilweise mehrere Fachabteilungen in einer organisatorischen Zwischenstufe als Zentren innerhalb der Universitätsklinika zusammengefasst. Daneben verfügen Universitätsklinika über eigene Apotheken. Zudem bestehen dort zahlreiche verschiedene medizinische Institute. Manche von ihnen dienen dabei nur der Forschung. Viele der Institute sind allerdings in Forschung und in der Krankenversorgung tätig. Beispiele für diese Einrichtungen sind Institute für Transfusionsmedizin, für Infektiologie und für Immunologie, für Rechtsmedizin sowie auch Institute für Seltene Erkrankungen, für Pharmakologie und für Toxikologie, für Hausarztmedizin, für Patientensicherheit, für Hygiene, für Pathologie, für Parasitologie, für Virologie, für Tropenmedizin, für Humangenetik, für Humangenetik und für Zelluläre Neurowissenschaften, für Molekularbiologie, für Bioinformatik, für Medizinische Informatik und für Digitale Medizin sowie weitere. Zudem sind fast alle deutschsprachigen Giftnotrufzentralen (GIZ) an Universitätskliniken angegliedert.

##### Besonderheiten
Durch die Nähe von Krankenversorgung und intensiver medizinischer Forschung bei Universitätskliniken wird deutlich eine zeitnahe Übernahme von neuen Behandlungsmethoden in die Krankenversorgung unterstützt und erleichtert. Das spiegelt sich auch darin wider,
- dass Universitätskliniken im Regelfall eine große Anzahl von "Neuen Untersuchungs- und Behandlungsmethoden" (NUBs) in den jährlichen Krankenhaus-Entgeltverhandlungen verhandeln und nach entsprechender Genehmigung erbringen und mit dem jeweiligen Kostenträger entsprechend abrechnen dürfen,
- dass sich mittlerweile für bestimmte Krankheitsspektren überregionale Netzwerke, wie z. B. im Bereich der Onkologie, unter Beteiligung oft gleich mehrere Universitätskliniken zusammengefunden und etabliert haben, u. a. um somit einen breiteren Austausch und Zugang zu neuesten wissenschaftliche Erkenntnisse zu beschleunigen und
- dass Universitätsklinika auch oft überproportional häufig an Modellvorhaben der Krankenversorgung gemäß SGB V beteiligt und sehr präsent im Bereich der Personalisierten Medizin und der Digitalen Medizin sind.

Zudem bieten die Universitätsklinika auch zahlreiche, breit gefächerte sowie sehr spezialisierte Leistungen der ambulanten Krankenversorgung an wie beispielsweise Spezial-Ambulanzen für Hämophilie, für Makula- und Netzhaut-Ambulanz, für Epilepsie, für Morbus Parkinson und andere Bewegungsstörungen, für Neurovaskuläre Erkrankungen, für Stoffwechselstörungen, Demenzambulanzen sowie Diamorphinambulanzen etc.

#### Lehre
Im Regelfall besteht zwischen den Uniklinika als AöR und der jeweils nahestehenden Universität ein sehr spezifischer Kooperationsvertrag, der den medizinischen Fachbereich, gleichbedeutend mit der Medizinischen Fakultät bzw. dem Medizinischen Dekanat, der jeweiligen Universität sehr eng in das Universitätsklinikum einbindet. So ist i. d. R. der Dekan der Medizinischen Fakultät bei solch enger Kooperation auch Mitglied im (dort oft fünfköpfigen) Vorstand der jeweiligen Universitätsklinik. Das Medizinische Dekanat finanziert und betreut dabei den universitätsspezifischen Bereich Forschung und Lehre, auch F&L genannt.
Dessen Teilbereich Lehre ist dabei als die gesamte Struktur zu verstehen, die insbesondere das ärztliche als auch das zahnärztliche Studium ermöglicht und sicherstellt. In den vergangenen Jahren sind hier bei manchen deutschen Uniklinika bzw. medizinischen Fachbereichen noch die Angebote für ein Studium der Hebammenwissenschaft sowie ein Studium der Pflegewissenschaft hinzugekommen.

#### Forschung
Hier sind aufgrund ihrer Finanzierungsherkunft ganz grundsätzlich folgende zwei Bereiche zu unterscheiden:
- Forschung über den Forschungsanteil beim Medizinischen Dekanat aus den dortigen Primärforschungsmitteln sowie
- Umfangreiche Forschung finanziert auf Basis von jeweils eingeworbenen Drittmitteln.

Dabei ist neben der Exzellenz der Forschenden auch eine jeweilige Ausstattung mit leistungsfähigen Forschungsgeräten wichtig, die allerdings in Anschaffung und Betrieb zumeist sehr kostenintensiv ist. Für mehr Effizienz und Geräteauslastung wird zunehmend die Einrichtung von Gerätezentren, die als "Core Facilities" bezeichnet werden, seitens den jeweiligen medizinischen Dekanaten sowie seitens der DFG gefördert.

##### Forschungsrahmenbedingungen
Um die Rahmenbedingungen und die Datengrundlagen für die medizinische Forschung in Deutschland signifikant zu erweitern und zu verbessern, traten 2024 insbesondere folgende drei Gesetze in Kraft: Mit Wirkung zum 26. März 2024 das Gesundheitsdatennutzungsgesetz (GDNG) sowie das Digital-Gesetz (DigiG) und zum 23. Oktober 2024 das Medizinforschungsgesetz (MedFoG). Mit dem MedFoG gibt es erstmals ein eigenes Gesetz, welches die Vorschriften zur Medizinforschung bündelt.
Durch die Nähe von Krankenversorgung und intensiver medizinischer Forschung bei Universitätskliniken wird deutlich eine zeitnahe Übernahme von neuen Behandlungsmethoden in die Krankenversorgung unterstützt und erleichtert. Zu beachten ist dabei allerdings, dass insbesondere seitens des Bundesministeriums für Gesundheit (BMG) versucht wird, dass der Gemeinsame Bundesausschuss (g-ba) sowie das Institut für Qualität und Wirtschaftlichkeit im Gesundheitswesen (IQWIG) zunehmend mitbestimmen, welche Forschungsergebnisse in die Krankenversorgung in Deutschland einfließen dürfen.

##### Enge Zusammenarbeit mit Deutschen Zentren der Gesundheitsforschung (DZG)
Jeweils mehrere Uniklinika arbeiten schwerpunktmäßig über Verbundprojekte an Deutschen Zentren der Gesundheitsforschung (DZG) mit, Stand 2024 verfügt das DZG über die folgenden 8 Forschungsbereiche: DZNE „Neurodegenerative Erkrankungen“, DZPG „Psychische Erkrankungen“, DZHK „Herz-Kreislauf-Erkrankungen“, DZL „Lungenerkrankungen“, DZIF „Infektionskrankheiten“, DKTK „Krebs“, DZD „Diabetes“ und DZKJ „Kinder- und Jugendgesundheit“. Das DZG wurde dabei 2007 vom Bundesministerium für Bildung und Forschung (BMBF) gegründet und es gehörte z. B. das DZNE zu den beiden Zentren, mit denen begonnen wurde.

#### Sortierbare Liste der deutschen Universitätsklinika
Hier in der Spalte der "Mitarbeitenden" sind teilweise Vollkräfte-Zahlen (VK) enthalten, der andere Teil basiert auf einer Zählung nach "Köpfen", wo demnach, anders als bei der Vollkräftezählung, auch jeder Teilzeitbeschäftigter mit dem Wert 1 gezählt wird.
| Universitätsklinikum | Land | Mitarbeitende | Betten | Ambulante Fälle pro Jahr | Stationäre Fälle pro Jahr | Verausgabte Drittmittel in Mio. € | Professuren | Website                                                                 |
| --- | ---- | ------------- | ------ | ------------------------ | ------------------------- | --------------------------------- | ----------- | ----------------------------------------------------------------------- |
| Universitätsklinikum Aachen | NW   | 9.000         | 1.400  | 200.000                  | 50.000                    |                                   |             | https://www.ukaachen.de/                                                |
| Universitätsklinikum Augsburg | BY   | 7.300         | 1.699  | 201.261                  | 70.612                    |                                   |             | https://www.uk-augsburg.de/                                             |
| Charité – Universitätsmedizin Berlin: - Campus Benjamin Franklin (CBF) in Lichterfelde - Campus Berlin-Buch (CBB) in Buch - Campus Charité Mitte (CCM) in Mitte - Campus Virchow-Klinikum (CVK) im Wedding | BE   | 23.479        | 3.293  | 787.757                  | 137.825                   | 295                               | 321         | https://www.charite.de/                                                 |
| Universitätsklinikum der Ruhr-Universität Bochum: - Nichtlandeseigene Universitätskliniken: - Berufsgenossenschaftliches Universitätsklinikum Bergmannsheil Bochum (Träger: Bergbau-Berufsgenossenschaft und HVBG) - Institut für Prävention und Arbeitsmedizin der Deutschen Gesetzlichen Unfallversicherung (Träger: Deutsche Gesetzliche Unfallversicherung) - Klinik für Psychosomatische Medizin und Psychotherapie des LWL-Universitätsklinikums der Ruhr-Universität Bochum - Knappschaftskrankenhaus Bochum-Langendreer (Träger: Bundesknappschaft) - LWL-Universitätsklinik Bochum (Psychiatrie – Psychotherapie – Psychosomatik – Präventivmedizin, Träger: Landschaftsverband Westfalen-Lippe) - LWL-Universitätsklinik Hamm (Kinder- und Jugendpsychiatrie – Psychotherapie – Psychosomatik, Träger: Landschaftsverband Westfalen-Lippe) - Marienhospital Herne (Träger: Stiftung Katholisches Krankenhaus) - St. Josef-Hospital Bochum (Träger: St. Elisabeth-Stiftung) - Landeseigene Universitätsklinik: - Herz- und Diabeteszentrum Nordrhein-Westfalen (in Bad Oeynhausen) - Kommunale Kliniken: - Mühlenkreiskliniken (Träger Mühlenkreiskliniken AöR) - Johannes Wesling Klinikum Minden - Krankenhaus Lübbecke-Rahden - Auguste-Viktoria-Klinik Bad Oeynhausen - Klinikum Herford (Träger Klinikum Herford, AöR) | NW   | 15.387        | 5.645  | 565.454                  | 190.266                   |                                   |             | http://www.uk.rub.de/                                                   |
| Universitätsklinikum Bonn | NW   | 9.200         | 1.341  | 462.043                  | 55.317                    | 89,899                            |             | https://www.ukbonn.de/                                                  |
| Universitätsklinikum Brandenburg an der Havel | BB   | 2.000         | 492    | 48.000                   | 26.000                    |                                   |             | https://www.klinikum-brandenburg.de/                                    |
| Universitätsklinikum Carl Gustav Carus Dresden | SN   | 7.384         | 1.410  | 166.409                  | 55.281                    |                                   |             | https://www.uniklinikum-dresden.de/                                     |
| Universitätsklinikum Düsseldorf | NW   | 6.537         | 1.003  | 310.854                  | 45.692                    | 47,8                              | 120         | https://www.uniklinik-duesseldorf.de/                                   |
| Universitätsklinikum Erlangen | BY   | 8.000         | 1.394  | 572.299                  | 58.134                    |                                   |             | https://www.uk-erlangen.de/                                             |
| Universitätsklinikum Essen - Standort Essen - Ruhrlandklinik, Westdeutsches Lungenzentrum - St. Josef Krankenhaus Werden - Herzchirurgie Huttrop - Westdeutsches Protonentherapiezentrum Essen | NW   | 8.500         | 1.770  | 300.000                  | 74.000                    |                                   |             | http://www.uniklinikum-essen.de/                                        |
| Universitätsklinikum Frankfurt am Main | HE   | 8.500         | 1.270  | 480.000                  | 46.000                    |                                   |             | https://www.unimedizin-ffm.de/                                          |
| Universitätsklinikum Freiburg - Campus Freiburg - Campus Bad Krozingen (Herzzentrum) | BW   | 15.127        | 2.179  | 950.646                  | 89.328                    | 105,7                             | 109         | https://www.uniklinik-freiburg.de/                                      |
| Universitätsklinikum Gießen und Marburg - Standort Gießen - Standort Marburg | HE   | 10.500        | 2.230  | 400.000                  | 100.000                   |                                   |             | https://www.ukgm.de/home.html                                           |
| Universitätsklinikum Göttingen | NI   | 7.900         | 1.450  | 225.000                  | 65.000                    |                                   |             | http://www.med.uni-goettingen.de/                                       |
| Universitätsklinikum Greifswald | MV   | 4.368         | 919    | 150.000                  | 36.000                    |                                   |             | https://www.medizin.uni-greifswald.de/                                  |
| Universitätsklinikum Halle (Saale) (UKH) | ST   | 4.450         | 1.148  | 212.000                  | 34.700                    |                                   |             | https://www.medizin.uni-halle.de/                                       |
| Universitätsklinikum Hamburg-Eppendorf (UKE) | HH   | 15.300        | 1.738  | 454.747                  | 95.077                    |                                   | 141         | https://www.uke.de/                                                     |
| Klinikum der Medizinischen Hochschule Hannover (MHH) | NI   | 8.459         | 1.520  | 279.108                  | 55.106                    | 101,4                             | 146         | https://www.mhh.de/                                                     |
| Universitätsklinikum Heidelberg (UKHD) - Universitätsklinikum - Thoraxklinik Heidelberg - Kreiskrankenhaus Bergstraße | BW   | 14.057        | 2.599  | 1.244.103                | 88.557                    | 166                               |             | https://www.klinikum.uni-heidelberg.de/                                 |
| Universitätsklinikum Jena | TH   | 6.800         | 1.411  | 475.000                  | 53.600                    |                                   |             | https://www.uniklinikum-jena.de/                                        |
| Universitätsklinikum Köln | NW   | 12.561        | 1.500  | 428.089                  | 61.595                    |                                   |             | https://www.uk-koeln.de/                                                |
| Medizinische Universität Lausitz – Carl Thiem | BB   |               |        |                          |                           |                                   |             | https://mul-ct.de/                                                      |
| Universitätsklinikum Leipzig - Herzzentrum Leipzig (Träger: Helios-Klinikum) | SN   | 5.981         | 1.451  | 322.008                  | 59.281                    | 63,8                              |             | https://www.uniklinikum-leipzig.de/                                     |
| Universitätsklinikum Magdeburg | ST   | 4.843         | 1.059  | 300.000                  | 40.000                    |                                   |             | http://www.med.uni-magdeburg.de/                                        |
| Universitätsmedizin der Johannes Gutenberg-Universität Mainz | RP   | 8.726         | 1.665  | 276.163                  | 61.358                    | 67,9                              |             | https://www.unimedizin-mainz.de/                                        |
| Universitätsklinikum Mannheim | BW   | 4.481         | 1.352  | 168.816                  | 44.686                    | 56,2                              |             | https://www.umm.de/                                                     |
| Klinikum der Universität München (Fusion der Klinika Innenstadt und Großhadern zu einem Klinikum 1999): - Standort Großhadern - Standort Innenstadt | BY   | 11.683        | 1.816  | 420.641                  | 73.976                    | 134,7                             | 204         | https://www.lmu-klinikum.de/                                            |
| Klinikum rechts der Isar (Klinikum der TU München) | BY   | 6.600         | 1.161  | 250.000                  | 56.000                    |                                   | 84          | https://www.mri.tum.de/                                                 |
| Universitätsklinikum Münster | NW   | 11.856        | 1.513  | 515.570                  | 51.116                    | 59,2                              |             | https://www.ukm.de/                                                     |
| Universitätsmedizin Oldenburg der Universität Oldenburg - Evangelisches Krankenhaus Oldenburg - 3 Universitätsmedizinische Kliniken - Karl-Jaspers-Klinik Bad Zwischenahn - 1 Universitätsmedizinische Klinik - Klinikum Oldenburg - 13 Universitätsmedizinische Kliniken und 4 Universitätsinstitute - Pius-Hospital Oldenburg - 6 Universitätsmedizinische Kliniken | NI   | 7.000         | 1340   | 130.000                  | 50.000                    |                                   | 70          | https://universitaetsmedizin-oldenburg.de/                              |
| Universitätsklinikum OWL - Universität Bielefeld - Evangelisches Klinikum Bethel und Krankenhaus Mara - Allgemein- und Viszeralchirurgie - Anästhesiologie, Intensiv-, Notfallmedizin, Transfusionsmedizin und Schmerztherapie - Epileptologie - Innere Medizin, Pneumologie und Internistische Intensivmedizin - Kinder- und Jugendmedizin - Kinder- und Jugendpsychiatrie und Psychotherapie - Medizin für Menschen mit Behinderung, Schwerpunkt psychische Gesundheit - Neurochirurgie - Neurologie - Psychiatrie und Psychotherapie - Unfallchirurgie - Klinikum Bielefeld - Klinik für Hals-, Nasen- und Ohrenheilkunde - Klinik für Rheumatologie - Klinikum Lippe in Detmold und Lemgo - Klinik für Allgemein- und Viszeralchirurgie - Klinik für Frauenheilkunde und Geburtshilfe - Klinik für Kardiologie, Angiologie und Internistische Intensivmedizin - Klinik für Neurologie und Neurogeriatrie - Klinik für Urologie | NW   |               |        |                          |                           |                                   |             | https://www.uni-bielefeld.de/fakultaeten/medizin/universitaetsklinikum/ |
| Universitätsklinikum Regensburg | BY   | 4.900         | 839    | 159.771                  | 37.338                    |                                   |             | https://www.ukr.de/                                                     |
| Universitätsmedizin Rostock | MV   | 4.803         | 1.100  | 211.146                  | 40.482                    |                                   |             | https://www.med.uni-rostock.de/                                         |
| Universitätsklinikum des Saarlandes, Homburg (UKS) | SL   | 6.073         | 1.445  | 230.259                  | 50.863                    |                                   |             | http://www.uniklinik-saarland.de/                                       |
| Universitätsklinikum Schleswig-Holstein (UKSH) - Standort Kiel - Standort Lübeck | SH   | 16.618        | 2.589  | 373.230                  | 103.554                   | 111,3                             | 212         | https://www.uksh.de/                                                    |
| Universitätsklinikum Tübingen - Standort Kliniken Berg - Standort Kliniken Tal | BW   | 10.686        | 1.637  | 397.198                  | 68.762                    | 158,9                             |             | https://www.medizin.uni-tuebingen.de/                                   |
| Universitätsklinikum Ulm - Standort Oberer Eselsberg - Standort Michelsberg - Standort Safranberg | BW   | 6.423         | 1.274  | 233.644                  | 45.746                    | 69,5                              |             | https://www.uniklinik-ulm.de/                                           |
| Helios Universitätsklinikum Wuppertal | NW   | 2.500         | 1.000  | 100.000                  | 50.000                    |                                   |             | https://www.helios-gesundheit.de/kliniken/wuppertal/                    |
| Universitätsklinikum Würzburg | BY   | 7.646         | 1.438  | 281.167                  | 72.772                    |                                   |             | https://www.ukw.de/                                                     |

### Dänemark
Dänemarks Universitätskliniken sind u. a. das
- Universitätskrankenhaus Copenhagen der University of Copenhagen Faculty of Health and Medical Sciences
- Universitätskrankenhaus Aarhus: Aarhus University Hospital
- Universitätskrankenhaus Odense: University of Southern Denmark
- Universitätskrankenhaus Kongens Lyngby: Technical University of Denmark
- Universitätskrankenhaus Aalborg: Aalborg University
- Universitätskrankenhaus Roskilde: Roskilde University
- Universitätskrankenhaus Nuuk: University of Greenland

### Niederlande
Die Niederlande verfügen über sieben Universitätsklinik mit acht Standorten.
Dazu zählen
- Universitätskrankenhaus Amsterdam der Faculty of Medicine - Amsterdam UMC mit zwei Standorten
- Universitätskrankenhaus Utrecht der Faculty of Medicine - UMC Utrecht
- Universitätskrankenhaus Leiden der Universität Leiden
- Universitätskrankenhaus Maastricht der Maastricht University
- Universitätskrankenhaus Groningen der University of Groningen

### Österreich
Detaillierte Informationen über den Spitalssektor in Österreich stellt z. B. das österreichische Bundesministerium für Soziales, Gesundheit, Pflege und Konsumentenschutz im Intranet zur Verfügung.
- Allgemeines Krankenhaus der Stadt Wien der Medizinischen Universität Wien
- LKH-Universitätsklinikum Graz der Medizinischen Universität Graz
- Universitätskliniken der Medizinischen Universität Innsbruck am Landeskrankenhaus Innsbruck
- Universitätskliniken Salzburg der Paracelsus Medizinischen Privatuniversität
- Universitätsklinikum Krems der Karl Landsteiner Privatuniversität
- Universitätsklinikum St. Pölten der Karl Landsteiner Privatuniversität
- Universitätsklinikum Tulln der Karl Landsteiner Privatuniversität
- Kepler Universitätsklinikum der Johannes Kepler Universität
  - Med Campus III (ehemaliges AKh – Allgemeines Krankenhaus der Stadt Linz)
  - Med Campus IV (ehemaliges Landes-, Frauen- und Kinderklinik)
  - Neuromed Campus (ehemaliges LNK Wagner-Jauregg)

### Schweiz
In der Schweiz gibt es als freiwilligen Zusammenschluss der dortigen Universitätsklinika den Verband "unimedsuisse - Universitäre Medizin Schweiz". Seine Funktion und Aufgabe fasst er wie folgt zusammen: "Der Verband ist so einerseits die universitäre Stimme im Schweizer Gesundheits- und Bildungswesen, anderseits die Interessenvertretung und das Koordinationsorgan der universitären Medizin."
- Centre hospitalier universitaire vaudois (CHUV; Universitätsspital Lausanne)
- Hôpitaux universitaires de Genève (HUG; Universitätsspital Genf)
- Universitätsklinik Balgrist
- Universitätsspital Bern (Inselspital)
- Universitätsspital Basel (USB)
- Universitätsspital Zürich (USZ)

Die fünf Universitätsspitäler erbringen 16,5 % der Spitalbehandlungen mit 24 % des Spitalpersonals.

### Frankreich
- Centre hospitalier universitaire d’Amiens (CHU d’Amiens)
- Centre hospitalier universitaire d’Angers (CHU d’Angers)
- Centre hospitalier universitaire de Besançon (CHU de Besançon)
- Centre hospitalier universitaire de Bordeaux (CHU de Bordeaux)
- Centre hospitalier universitaire de Brest (CHU de Brest)
- Centre hospitalier régional universitaire de Caen (CHU de Caen)
- Centre hospitalier universitaire de Clermont-Ferrand (CHU de Clermont-Ferrand)
- Centre hospitalier universitaire de Dijon (CHU de Dijon)
- Centre hospitalier universitaire de Fort-de-France (CHU de Fort-de-France)
- Centre hospitalier universitaire Grenoble Alpes (CHU Grenoble Alpes)
- Centre hospitalier régional universitaire de Lille (CHRU de Lille)
- Centre hospitalier régional universitaire de Limoges (CHU de Limoges)
- Hospices civils de Lyon
- Assistance publique – Hôpitaux de Marseille
- Centre hospitalier universitaire de Montpellier (CHU de Montpellier)
- Centre hospitalier régional et universitaire de Nancy (CHU de Nancy)
- Centre hospitalier universitaire de Nantes (CHU de Nantes)
- Centre hospitalier universitaire de Nice (CHU de Nice)
- Centre hospitalier universitaire de Nîmes (CHU de Nîmes)
- Assistance publique – Hôpitaux de Paris (AP-HP)
- Centre hospitalier universitaire de Pointe-à-Pitre (CHU de Pointe-à-Pitre)
- Centre hospitalier universitaire de Poitiers (CHU de Poitiers)
- Centre hospitalier universitaire de Reims (CHU de Reims)
- Centre hospitalier universitaire de Rennes (CHU de Rennes)
- Centre hospitalier universitaire de La Réunion (CHU de La Réunion)
- Centre hospitalier universitaire de Rouen (CHU de Rouen)
- Centre hospitalier universitaire de Saint-Étienne (CHU de Saint-Étienne)
- Hôpitaux universitaires de Strasbourg
- Centre hospitalier universitaire de Toulouse (CHU de Toulouse)
- Centre hospitalier régional universitaire de Tours (CHRU de Tours)

### Slowenien
- Universitätsklinikum Ljubljana (Univerzitetni klinični center Ljubljana), Ljubljana (Laibach)
- UKC Maribor, Maribor (Marburg an der Drau)

### Tschechien
- Allgemeines Fakultätskrankenhaus Prag (Všeobecná fakultní nemocnice v Praze)
- Universitätsklinikum Bulovka, Prag (Fakultní nemocnice Bulovka, Praha)
- Universitätsklinikum Královské Vinohrady, Prag (Fakultní nemocnice Královské Vinohrady, Praha)
- Universitätsklinikum Motol, Prag (Fakultní nemocnice v Motole, Praha)
- Thomayer Universitätsklinikum, Prag (Fakultní Thomayerova nemocnice, Praha)
- Zentrales Militärkrankenhaus – Militärisches Universitätskrankenhaus Prag (Ústřední vojenská nemocnice – Vojenská fakultní nemocnice Praha)
- Universitätsklinikum Brünn (Fakultní nemocnice Brno)
- Universitätsklinikum St. Anna in Brünn (Fakultní nemocnice u sv. Anny v Brně)
- Universitätsklinikum Königgrätz (Fakultní nemocnice Hradec Králové)
- Universitätsklinikum Olmütz (Fakultní nemocnice Olomouc)
- Universitätsklinikum Ostrau (Fakutní nemocnice Ostrava)
- Universitätsklinikum Pilsen (Fakultní nemocnice Plzeň)

Hinweis: Das Klinikum Bulovka und das Thomayer-Klinikum hatten im Zeitraum 2012–2020 nicht den Status eines Universitätsklinikums.

### Vereinigte Staaten
- Johns Hopkins Hospital, Baltimore, MD
- Beth Israel Deaconess Medical Center, Harvard Medical School, Boston, MA
- Brigham and Women’s Hospital, Harvard Medical School, Boston, MA
- Boston Medical Center, Boston University, Boston, MA
- Massachusetts General Hospital, Harvard Medical School, Boston, MA
- Tufts New England Medical Center, Boston, MA
- McGaw Medical Center of Northwestern University, Chicago, IL
- University of Chicago Medical Center, Chicago, IL
- Duke University Medical Center, Durham, NC
- Dartmouth-Hitchcock Medical Center, Lebanon, NH
- UCLA Medical Center, University of California, Los Angeles, CA
- Vanderbilt University Medical Center, Nashville, TN
- Yale-New Haven Medical Center, New Haven, CT
- New York-Presbyterian University Hospital, Columbia University und Cornell University, New York, NY
- Norwalk Hospital, Norwalk, CT
- University of Colorado Hospital, CO
- University of Pennsylvania Medical Center, Philadelphia, PA
- University of Pittsburgh Medical Center, Pittsburgh, PA
- Mayo Clinic, Rochester, MN
- UCSD Medical Center, University of California, San Diego, CA
- UCSF Medical Center, University of California, San Francisco, CA
- University of Washington Medical Center, Seattle, WA
- Stanford University Medical Center, Stanford, CA